# María Vázquez Pulgarín
María Vázquez Pulgarín (Còrdova, 1947 - Sóller, 2005) fou una promotora social espanyola. Tenia la titulació de disseny de moda però va enfocar la seva vida als serveis socials i al periodisme. Voluntària de la Creu Roja des de 1978, fou presidenta de la institució des del 1990 fins que va morir, amb la qual cosa es va convertir en la persona de les Illes Balears que ocupà més anys aquest càrrec.
Va formar un cos de voluntaris de la institució a la Vall i era col·laboradora habitual de l'Oficina de Drets Humans del Ministeri d'Afers Socials, on destaquen les seves funcions per facilitar l'arribada i l'estada dels refugiats bosnians que fugiren de la guerra durant el 1992. També va promoure un programa d'acollida d'infants de Txetxènia. Entre les distincions més importants per la seva labor humanitària destaca la Medalla de Plata de la Creu Roja Espanyola.
D'una rellevància semblant fou la seva vinculació al món del periodisme. Va treballar des de l'any 1979 a Última Hora, on va reflectir la desavinença política i social de Sóller. També eren freqüents les seves cròniques de Fornalutx, Deià i Valldemossa. Va col·laborar activament amb la revista Brisas, així com amb Última Hora Radio, Antena 3 Balears, TVE Balears i M7. També va dirigir el grup solleric Agrupació de teatre Nova Terra, que tradicionalment organitzava l'Adoració dels tres Reis d'Orient de Llorenç Moyà, a l'església de l'hospital del municipi.
La seva tasca social, periodística i cultural fou reconeguda amb el premi Reconeixement de Mèrits, atorgat per l'Associació Sollerica de Cultura Popular. El 2006 va rebre a títol pòstum el Premi Ramon Llull.